# Diego de Herrera Campuzano
Diego de Herrera Campuzano (n. Polanco, Santander, España, 27 de abril de 1653 - m. Managua, Nicaragua, 1 de diciembre de 1714) fue un militar español, que de junio de 1704 a mayo de 1707 fue gobernador interino de la provincia de Costa Rica.

## Datos personales
Hijo de Francisco de Palacio Herrera y María de Campuzano Peredo. No contrajo matrimonio, aunque es posible que haya tenido descendencia extramatrimonial, ya que en Costa Rica quedó una familia apellidada Herrera Campuzano cuyos orígenes precisos se desconocen y de la cual descendió el presidente Vicente Herrera Zeledón (1876-1877)..
Fue militar y alcanzó el grado de maestre de campo. 

## Gobernador interino de Costa Rica
El 3 de febrero de 1704 la Real Audiencia de Guatemala lo nombró gobernador interino de Costa Rica, para suceder a Francisco Serrano de Reyna y Céspedes, que había sido acusado de comercio ilícito. Tomó posesión en junio de 1704.
Durante su administración se preocupó por la defensa de la costa caribeña contra las incursiones de los piratas y zambos mosquitos, y se erigió la ayuda de parroquia de Cubujuquí, que dio origen al surgimiento de la actual población de Heredia. Fue muy apreciado por los vecinos de la ciudad de Cartago, que pidieron a la Audiencia mantenerlo al frente de la provincia, pero ya desde 1703 la Corona había nombrado gobernador titular a Lorenzo Antonio de Granda y Balbín, a quien entregó el mando el 1 de mayo de 1707.

## Cargos posteriores
En 1708 la Real Audiencia de Guatemala lo nombró como corregidor y capitán de guerra de la villa y puerto de El Realejo, en reemplazo de don Sebastián de Coscojales. El 30 de abril de 1711 se nombró en su lugar al sargento mayor don Pedro Martínez de Ugarrío, quien llevó a cabo su juicio de residencia.
Posteriormente se radicó en Chinandega, Nicaragua, pero en 1712 la Audiencia lo envió nuevamente a Cartago para investigar el enfrentamiento entre su sucesor y el Cabildo de la ciudad e instruir la causa respectiva.
El 26 de agosto de 1713 fue nombrado por la Audiencia como corregidor de Nicoya, en sustitución de don Francisco Javier de Bustamante. Era titular de ese cargo cuando falleció. En su lugar se nombró el 30 de diciembre de 1715 a don Miguel Pereira de Rivas.